# Glacier de Zmutt

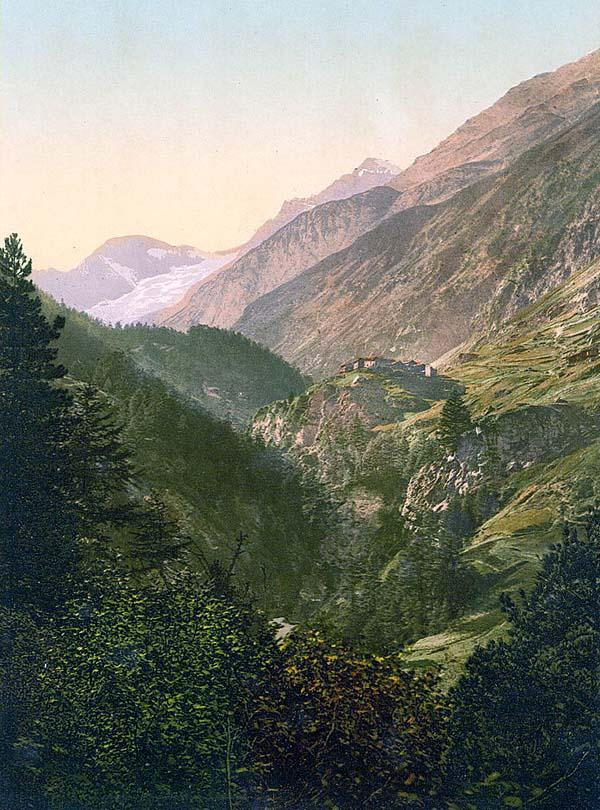
Carte postale de Zmutt et du glacier en 1890

Le glacier de Zmutt (Zmuttgletscher en allemand) se trouve dans les Alpes valaisannes, au sud-ouest de Zermatt dans le canton du Valais en Suisse. Il s'étire sur huit kilomètres pour une largeur d'un kilomètre. Le glacier et les glaciers connexes couvrent une superficie de 17 km2. Il tire son nom du hameau de Zmutt situé un peu plus haut que Zermatt.

## Géographie

### Caractéristiques physiques
Le glacier de Zmutt prend son départ sur le Stockji (3 092 m) grâce à la rencontre de trois glaciers de haute montagne : le glacier du Stockji, le glacier de Schönbiel et le glacier de Tiefmatten. Ce dernier constitue le principal glacier du système, il provient du flanc ouest du Cervin et du flanc nord de la Dent d'Hérens. Le glacier de Schönbiel part depuis le versant sud de la Dent Blanche et se dirige vers le sud, le long de la paroi du Wandfluh. Le troisième glacier tributaire, le glacier de Stockji commence sur la Tête de Valpelline (3 799 m), un sommet couvert de névés. Il suit ensuite une trajectoire nord-est et se divise en deux bras dont l'un rejoint le glacier de Schönbiel et l'autre le glacier de Tiefmatten. Le Stockji est un nunatak, un sommet qui s'élève au centre de l'étendue de glace et qui marque le départ du glacier de Zmutt après la réunion des trois glaciers tributaires.
Le glacier de Zmutt s'écoule dans la vallée ouverte vers l'est. Elle est bordée au sud par le Cervin et au nord par l'Ober Gabelhorn. La partie inférieure du glacier est recouverte de débris rocheux et de moraines. La langue glaciaire aboutit à une altitude d'environ 2 240 mètres. Le torrent Zmuttbach s'échappe des quelques petits lacs glaciaires dans la zone anciennement occupée par la glace. Ses eaux sont captées dans une retenue artificielle à une altitude de 1973 mètres. Une partie de l'eau est également déviée via des galeries pour alimenter le barrage de la Grande-Dixence situé à plusieurs dizaines de kilomètres de là. Le torrent rejoint ensuite la Gornera.

### Évolution
Depuis la fin du petit âge glaciaire au XIXe siècle, le glacier a reculé d'environ deux kilomètres.

Évolution du glacier en mètres. En vert, les différences de longueur cumulées. En rouge, les variations de longueur annuelles.